# セカイオー
セカイオーとは日本の競走馬である。1956年から1958年にかけて鳴尾記念を3連覇したことで知られる。島崎宏がほとんどの競走で騎乗した。
牝系はフランス皇帝ナポレオン3世から日本の徳川将軍家に贈られた芦毛のアラブ馬・高砂にたどり着く由緒あるもので、この一族のセカイオー以外の代表馬には「走る労働者」の異名を持つイナボレスがいる。

## 戦績

### 4歳時
母・十九雪が「準サラ」というハンデが災いしなかなか買い手が決まらず、4歳春になって加藤清一厩舎の所属に決まった。1955年5月3日、デビュー戦の京都競馬場での10万円以下競走で勝利した。
その後、デビューの遅れを取り戻し10戦6勝の成績で出走した菊花賞こそメイヂヒカリの5着に終わったが、年末の12月25日に当時ハンデキャップ競走として行われていた阪神大賞典で、50キログラムの負担重量にも助けられたとはいえ初の重賞勝ちを収めた。

### 5歳時
5歳を迎えたセカイオーは、1956年1月3日、京都競馬場のニューイヤーステークスに出走し、最後の直線だけで他馬を抜き初のレコードタイムで優勝した。以後、同馬は通算5回のレコード勝ちを収めることになる。
その後は阪神競馬場で2回走って3、5着となり、その後迎えた同年春の天皇賞では断然人気のメイヂヒカリの前に約7馬身近く離され4着に敗退した。しかし、同年5月のオープン戦（京都競馬場）に勝ち、京都記念、オープン戦（阪神競馬場）ではいずれもレコード勝ちを収めた。
そして、7月8日に行われた鳴尾記念では1番人気に支持され、2着オンワードに3馬身半の差で4連勝を果たしたほか、2200メートルを2分15秒1で走破して3走連続レコード勝ちを収めた。
その後、秋の天皇賞を目指しセカイオーは東上、中山競馬場で2回オープンを走り、うち1勝を挙げたが深管骨瘤が原因で秋の天皇賞を断念した。その後、療養のために約半年の休養に入った。

### 6歳時
脚元に不安を抱えた状態であったが、1957年5月19日、京都競馬場のオープン戦で休養前のオープン戦勝利以来となる半年振りの勝利を挙げた。
その後は、間に阪神競馬場でのオープン戦（2着）を挟んで6月9日の鳴尾記念に出走した。この年から同競走は2400メートルに距離が変更になったが、頭差ながらもホマレイチを下し、2分30秒1のレコード勝ちで同競走を連覇した。
その後、現在の阪急杯にあたる第1回宝塚杯に出走したが、脚部不安により最下位（9着）に終わった。その後、セカイオーは長期休養に入ったため、この年は4戦だけに終わった。

### 7歳以降
10か月の長期休養から復帰し、1958年3月22日、阪神競馬場のオープン戦から始動した（5着）。4月の京都競馬場でのオープン戦勝利後は春の天皇賞へと向かい、オンワードゼアの2着に入った。
続く京都記念は4着だったが、6月1日の鳴尾記念に出走した。1番人気に支持され、ハタリユウ・ミスオンワードとの激しい叩き合いを制し、鳴尾記念3連覇を達成した。
その後は宝塚杯2着、翌1959年春の天皇賞の5着（優勝馬トサオー）を含めて5走したが勝てず、11月7日の京都競馬場でのオープン（5着）を最後に現役を引退した。

## エピソード
- 4歳時の年末に出走した阪神大賞典を勝ったとき、騎手としては大柄な島崎はこのレースのために行った厳しい減量の反動から、後検量を終えたあとに飲み干した牛乳を衆人の真っ只中で吹き出してしまうという珍事を起こしている。
- 5歳時の秋、セカイオーのもとにローレルパーク競馬場からワシントンDCインターナショナルへの招待状が届いた。さっそくアメリカ遠征の準備に取り掛かったセカイオー陣営であったが、終生の持病・深管骨瘤に祟られたことからこの招待を断念。そればかりか秋の天皇賞と新設重賞・中山グランプリ（現：有馬記念）の出走も叶わなかった。このときの陣営の無念の思いは相当なもので、「中山グランプリに無事出走できていたら、メイヂヒカリをたやすく破ったであろう」と島崎が語ったほどである。

### 同一平地重賞競走3連覇
中央競馬 (JRA) では、サラブレッド系の同一平地重賞競走3連覇を達成した馬は、半世紀近くにわたってもこのセカイオーだけしかおらず、破られることのない記録と目された。しかし、タップダンスシチーが2003年 - 2005年の金鯱賞を3連覇して史上2頭目の快挙を成し遂げたのを皮切りに、エリモハリアー（2005年 - 2007年函館記念）、マツリダゴッホ（2007年 - 2009年オールカマー）、ゴールドシップ（2013年 - 2015年阪神大賞典）、アルバート（2015年 - 2017年ステイヤーズステークス）の6頭がJRAのサラブレッド系同一平地重賞競走3連覇を達成している。なお、テイエムオペラオーは天皇賞を2000年春・同年秋・2001年春と3連覇している。
このほか、アングロアラブ系重賞競走のセイユウ記念で、シゲルホームランが1993年 - 1995年の間に3連覇を果たしており、廃止されたJRAアングロアラブ系同一平地重賞競走唯一の3連覇達成馬となっている。またゴールドバンカーは天皇賞と同じく年2回開催されたアラブ大賞典を1965年秋・1966年春・同年秋と3連覇している。
さらに、障害の世界ではオジュウチョウサン（2016年 - 2020年）が中山グランドジャンプ5連覇を達成し、これがJRAにおける同一重賞競走連覇の最大記録となっている。
ちなみに、地方競馬ではホッカイドウ競馬のシバフイルドーがクイーンカップ（現在は廃止）6連覇（1979年 - 1984年）を成し遂げている。そしてこれが日本の競馬における平地同一重賞最多連覇記録である。

## 引退後
1960年より種牡馬入りした。サラ系ながら種牡馬となり、2頭の産駒を残したが死亡時期などは不明。産駒セカイベル（1962年生、牝）の孫にあたる、アングロアラブのカツラギセンプー（全日本アラブ大賞典）が種牡馬となり、200頭以上の産駒を残した。

## 血統表
| セカイオーの血統（オーム系 / アウトブリード） | セカイオーの血統（オーム系 / アウトブリード） | セカイオーの血統（オーム系 / アウトブリード） | （血統表の出典）             | （血統表の出典）            |
| 父 ヒロサクラ 1940 栗毛                       | 父の父*ダイオライト Diolite 1927 黒鹿毛       | Diophon                                       | Grand Parade                 | Grand Parade                |
| 父 ヒロサクラ 1940 栗毛                       | 父の父*ダイオライト Diolite 1927 黒鹿毛       | Diophon                                       | Donnetta                     |                             |
| 父 ヒロサクラ 1940 栗毛                       | 父の父*ダイオライト Diolite 1927 黒鹿毛       | Needle Rock                                   | Rock Sand                    | Rock Sand                   |
| 父 ヒロサクラ 1940 栗毛                       | 父の父*ダイオライト Diolite 1927 黒鹿毛       | Needle Rock                                   | Needlepoint                  |                             |
| 父 ヒロサクラ 1940 栗毛                       | 父の母朝桜 1929 栗毛                          | *トウルヌソル Tournesol                       | Gainsborough                 | Gainsborough                |
| 父 ヒロサクラ 1940 栗毛                       | 父の母朝桜 1929 栗毛                          | *トウルヌソル Tournesol                       | Soliste                      |                             |
| 父 ヒロサクラ 1940 栗毛                       | 父の母朝桜 1929 栗毛                          | 種家                                          | *ダイヤモンドウエツデイング  | *ダイヤモンドウエツデイング |
| 父 ヒロサクラ 1940 栗毛                       | 父の母朝桜 1929 栗毛                          | 種家                                          | 第三フェアペギー             |                             |
| 母 (サラ系)十九雪 1944 栃栗毛                 | 母の父昭慶 1927 栗毛                          | *トリニチースクエーア Trinity Square          | Simon Square                 | Simon Square                |
| 母 (サラ系)十九雪 1944 栃栗毛                 | 母の父昭慶 1927 栗毛                          | *トリニチースクエーア Trinity Square          | Lady Tertius                 |                             |
| 母 (サラ系)十九雪 1944 栃栗毛                 | 母の父昭慶 1927 栗毛                          | 追風                                          | *パーナムビユーコー          | *パーナムビユーコー         |
| 母 (サラ系)十九雪 1944 栃栗毛                 | 母の父昭慶 1927 栗毛                          | 追風                                          | *レスリーカーター            |                             |
| 母 (サラ系)十九雪 1944 栃栗毛                 | 母の母(サラ系)雪真 1939 栃栗毛                | 真驍                                          | *イボア                      | *イボア                     |
| 母 (サラ系)十九雪 1944 栃栗毛                 | 母の母(サラ系)雪真 1939 栃栗毛                | 真驍                                          | *チツプトツプ                |                             |
| 母 (サラ系)十九雪 1944 栃栗毛                 | 母の母(サラ系)雪真 1939 栃栗毛                | (サラ系)暁駿                                  | *アデージ                    | *アデージ                   |
| 母 (サラ系)十九雪 1944 栃栗毛                 | 母の母(サラ系)雪真 1939 栃栗毛                | (サラ系)暁駿                                  | (サラ系)ウイン (アラ 高砂系) |                             |

高砂系についてはナポレオン三世の馬も参照。
全妹オーヒの孫に帝王賞馬コーナンルビーがいる。
全姉クインシユースの曾孫セカイライフ以降はサラブレッドとなったが途絶えた。